# Nus pla

Nus pla

El nus pla és un nus d'enllaç antic i simple que es fa servir per a assegurar una corda al voltant d'un objecte. Encara que el nus pla es vegi sovint utilitzat per a lligar dues cordes juntes, no es recomana per a aquest fi a causa de la inestabilitat potencial del nus.
Un nus pla està format per un nus esquerrà i després un nus dretà, o viceversa. Una manera d'accés comú per a aquest procediment és "el dret sobre l'esquerre, l'esquerre per davant del dret", a què sovint se li afegeix perquè rimi: "... fa un nus tant ordenat com ajustat".

## Nom
El nom de nus pla data com a mínim de 1794 i s'origina en el seu ús comú en vela, que és vincular part de la vela cap avall per disminuir la seva superfície efectiva en cas de vents forts. Per deixar anar el nus, un mariner podria fer-ho tirant amb una mà; el pes de la vela faria que el nus se'n separés. És específicament aquest comportament cosa que fa que el nus no sigui apte per a la unió de dues cordes.
El nom de nus quadrat es troba en el compendi marítim de Dana de 1841 Amic d'un mariner, que també hi dona nus pla com a nom alternatiu.

## Usos
El nus pla es fa servir per a lligar els dos extrems d'una sola línia conjuntament, de manera que asseguri alguna cosa, per exemple, un conjunt d'objectes, que és poc probable que es moguin massa. A més de ser utilitzat pels mariners per a enrotllar les veles, és també un dels nusos principals del macramé.
El nus es torna pla quan es fa amb un drap, i s'ha utilitzat per a lligar embenats durant mil·lennis. Com a nus d'enllaç, era conegut pels antics grecs com el nus d'Hèrcules (Herakleotikon hamma) i encara es fa servir àmpliament en medicina. En la Història natural, Plini relata la creença que les ferides es curaven més ràpidament quan s'unien amb un "nus d'Hèrcules".
També s'ha utilitzat des de l'antiguitat per a lligar els cinturons i les faixes. Un ús modern d'aquesta manera inclou lligar l'obi (o cinturó) d'un keikogi d'arts marcials.
Amb tots dos extrems amagats, es converteix en una bona manera de lligar els cordons, mentre que la versió no lliscant és útil per als cordons de sabates que són massa curts. És convenient també per a tancar bosses de brossa de plàstic o bosses d'escombraries, ja que el nus forma un mànec quan és lligat a les dues vores de la bossa.
El nus pla figura en la preparació dels escoltes. S'inclou en la targeta d'identificació internacional dels seus membres i en molts premis d'exploració. En els escoltes d'Amèrica és un requisit imprescindible per a tots els nens que s'uneixen al programa.

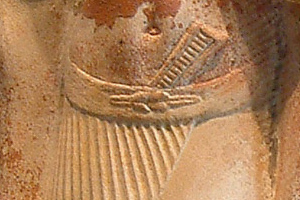
Detall d'una estàtua egípcia que data de 2350 AC i que representa un nus pla assegurant un cinturó
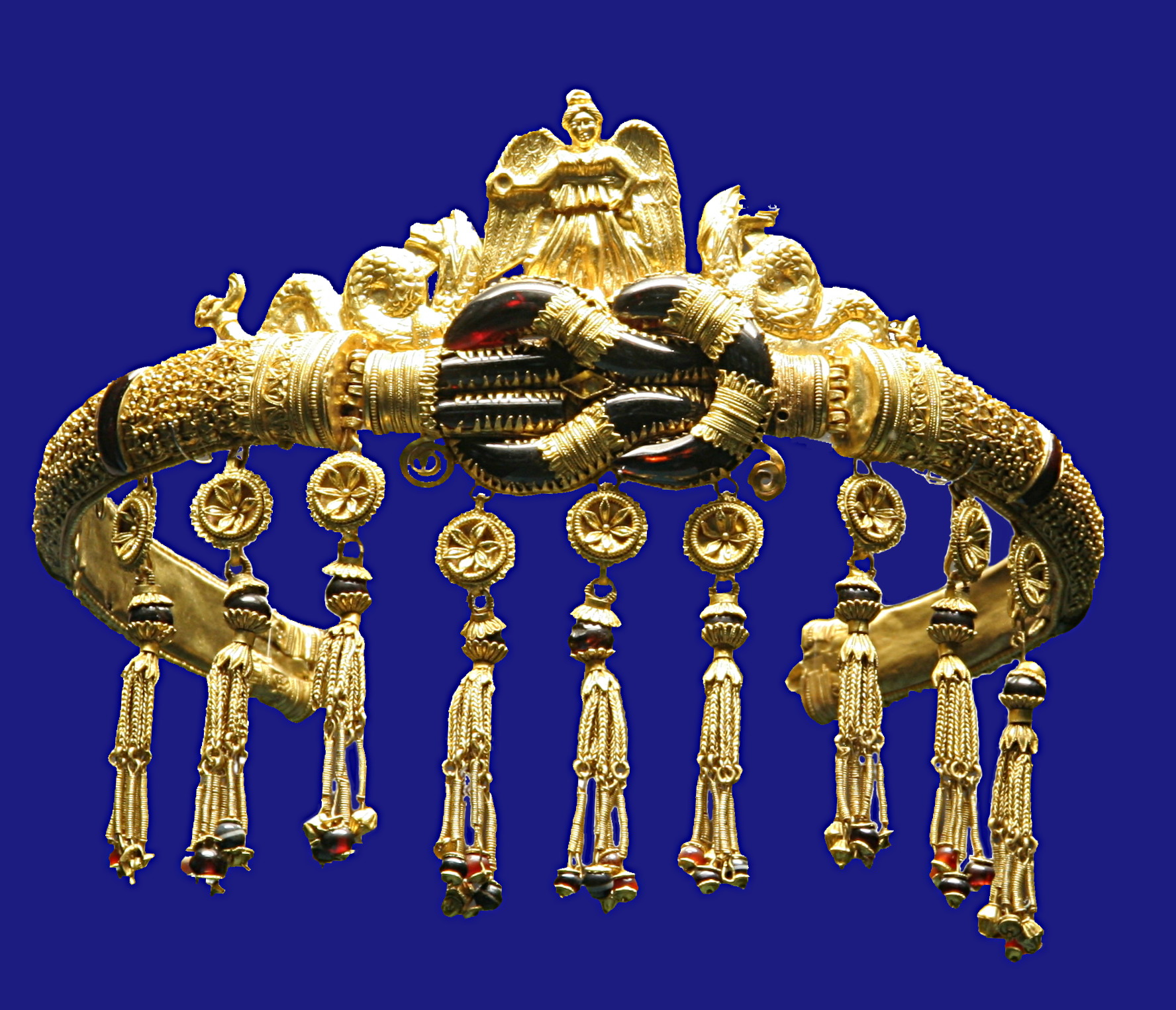
Joies de l'antiga Grècia de Pontika (actualment a Ucraïna), l'any 300 aC, amb forma de nus pla
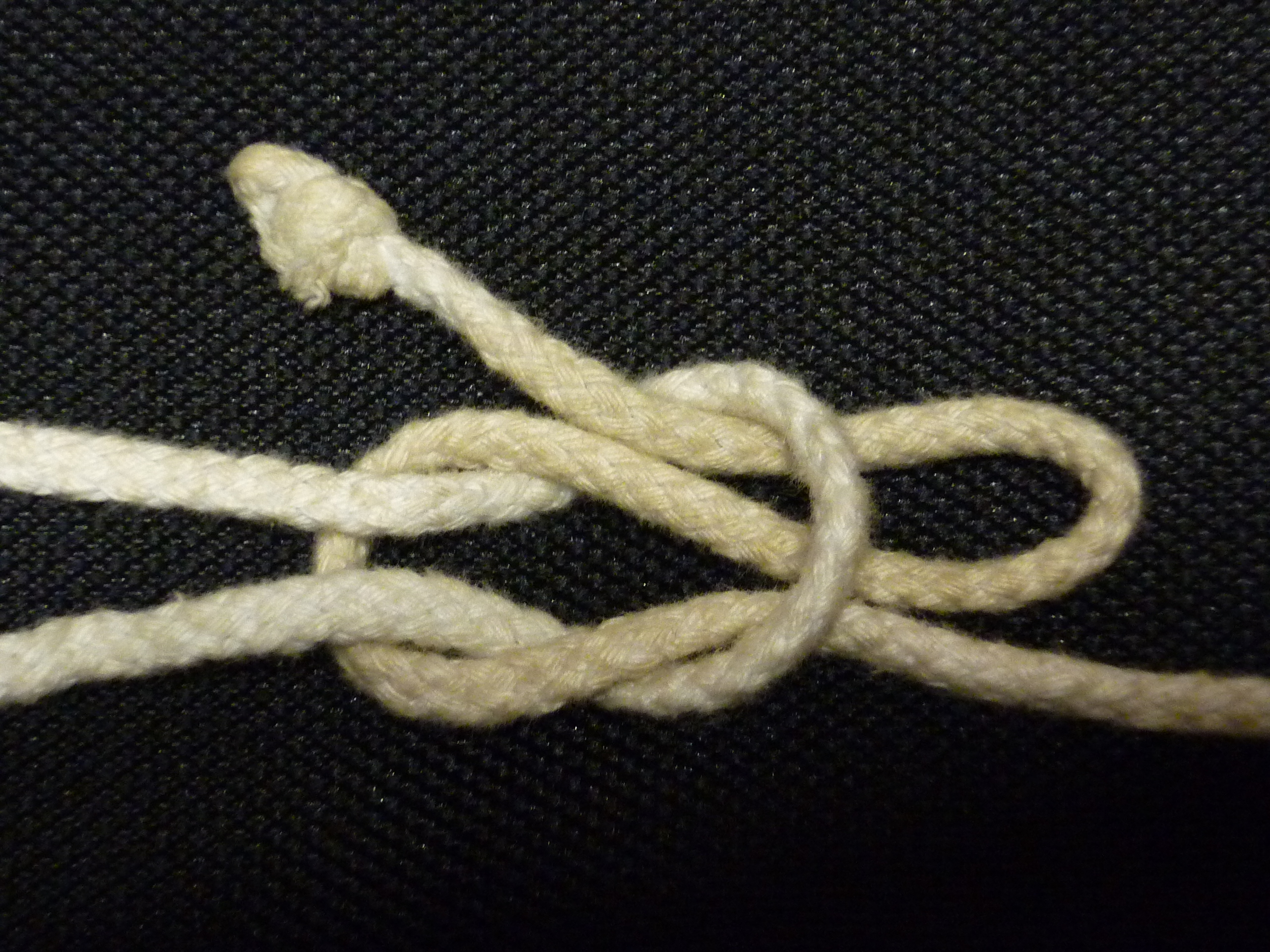
Nus pla lliscant
Diagrama de nus comú per a lligar els cordons de les sabates, amb forma de nus pla doble

## Ús incorrecte com a cinturó

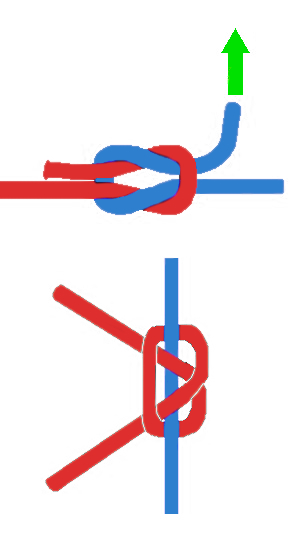
El nus pla es pot desfer quan un dels extrems lliures es tira cap a fora

La familiaritat del nus pla, la seva facilitat de realització, i la seva simetria atractiva visualment oculten la seva debilitat. La International Guild of Knot Tyers adverteix que aquest nus no s'ha d'utilitzar mai per a unir dues cordes. Cal utilitzar en el seu lloc un bon doble nus, per exemple un full doble o doble nus de pescador. Clifford Ashley va afirmar que els nusos de ris mal fets han causat més morts i lesions que tots els altres nusos combinats. A més, es confon fàcilment amb el nus de l'àvia, que és un nus molt pobre.